# Zombie Army 4: Dead War
Zombie Army 4: Dead War ist ein Third-Person-Shooter, der vom britischen Studio Rebellion Developments entwickelt und am 4. Februar 2020 für PlayStation 4, Xbox One und Windows veröffentlicht wurde; eine Version für Google Stadia folgte am 1. Mai, die Portierung für die Nintendo Switch erschien hingegen am 26. April 2022. Es ist der Nachfolger von Zombie Army Trilogy, einem Spin-off der ebenfalls von Rebellion Developments verantworteten Reihe Sniper Elite.

## Stil
Der Third-Person-Shooter spielt in einer fiktiven, alternativen Realität im Jahr 1946, in der der Zweite Weltkrieg noch nicht beendet ist; jedoch bekämpfen sich längst nicht mehr Soldaten verfeindeter Nationen. Vielmehr steht der Rest des weltweiten Widerstandes einer schier übermächtigen Armee von Untoten des Deutschen Reiches, das zu Beginn noch von Adolf Hitler befehligt wurde, gegenüber und kämpft ums Überleben und vor allem gegen das Ende der Welt.
Sowohl die Waffen, als auch die Gebäudearchitektur, die Fahrzeuge und der technische Stand sind an die realen 1940er Jahre angelehnt. Darüber hinaus bediente sich Rebellion aber einer Vielzahl übernatürlicher Elemente. So konnten bereits tote deutsche Soldaten wieder auferstehen und wandeln nun als Zombies über die Erde. Trotz ihres Daseins als Untote ist es ihnen möglich, sich aufrecht fortzubewegen, sich menschlicher Sinne wie Sehen oder Hören zu bedienen und in einigen Fällen sogar Waffen zu benutzen. Im vorletzten Kapitel des Spiels befindet man sich schließlich sogar in der Hölle.
Zombie Army 4 weist viele Elemente des Untergenres des Survival Horrors auf. So steht die Spielfigur stets größeren Gegnergruppen gegenüber, kann nur an bestimmten Orten in der Spielwelt Munition für ihre Waffen aufsammeln und muss mit einer verhältnismäßig geringen Gesundheit zurechtkommen. Zusätzlich zu den Standargegnern, einfachen Zombies, trifft der Spieler auch immer wieder auf stärkere Widersacher, die mehr Schaden wegstecken können, sogenannte Bosse oder Unterbosse.
Das Spiel hat eine düstere Grundatmosphäre, jedoch wird das Geschehen stellenweise durch makabren schwarzen Humor oder Actionfilmen entlehnte „Oneliner“ aufgelockert. Die Protagonisten sind überzeichnete, comicartige Stereotypen und können aufgrund ihrer charakteristischen Merkmale als Antihelden bezeichnet werden. Ironischerweise orientiert sich der Soundtrack an der Synthwave-Musik der 1980er Jahre. Dies verdeutlicht jedoch die Hommage an die Vielzahl von (italienischen) Zombiefilmen aus dieser Epoche, was auch die Kapitelvorschaubilder, die Filmplakaten aus dieser Zeit nachempfunden sind, unterstreichen.

## Handlung
Die Handlung spielt sich ein Jahr nach den Geschehnissen des dritten Teils, zu dessen Ende Hitler getötet wurde, ab. Als Spielort dient hier nicht mehr das Deutschland der Nationalsozialisten, sondern hauptsächlich ein anderer Staat der Achsenmächte, Italien. Während das vorletzte Kapitel in der Hölle spielt, befindet man sich im dritten hingegen in einem kroatischen Zoo.
Der globale Widerstand, dem auch die jeweils gewählte Spielfigur angehört, versucht immer noch, die schier endlosen Horden von Untoten zu besiegen und die Welt vor dem Untergang zu retten. Ein im Verborgenen operierender Kult versucht, das Werk Hitlers zu vollenden und immer mehr der blutrünstigen Kreaturen auf die Erde zu schicken, um sich diese einzuverleiben. In neun Kapiteln befindet man sich in Mailand, in den Kanälen von Venedig, auf Sardinien, in einem Zoo in Kroatien, an der Küste von Genua, in Neapel, in Rom sowie in der Hölle. Im Verlauf der Handlung kehrt der deutsche Wissenschaftler Dr. Efram Schweiger als Verbündeter ebenso zurück wie der Hauptantagonist Zombie Hitler.
Der erste DLC Blood Count lieferte mit Transsilvanien den Spielort für eine Erweiterung der Kampagne. Hier trifft die Rebellengruppe auf okkulte SS-Angehörige.

## Gameplay
Der Spieler steuert seine Figur zu Fuß durch die Spielwelt, lediglich in zwei Kapiteln fährt diese kurzzeitig auf einem Boot mit. Zu Beginn des Spiels kann der Spieler aus vier Hauptfiguren wählen: Karl Fairburne, ein ehemaliger amerikanischer OSS-Offizier und Scharfschütze, der in Berlin aufwuchs; Boris Medwedew, ein Veteran der Roten Armee; Shola, Tochter eines reichen nigerianischen Anwalts, die in England zur Schule ging und während des Weltkriegs in einer Munitionsfabrik arbeitete; Jun, ehemals Attachée eines chinesischen Diplomaten; als DLC sind noch Hector, ein über den Alpen abgeschossener und als intelligenter Zombie zurückgekehrter, britischer Bomberpilot, sowie Josiah, ein amerikanischer Marinesoldat, der im Krieg auf dem Mittelmeer gekämpft hatte, verfügbar. Mit dem ersten DLC Blood Count wurde das Figurenfeld um Werner, einen Wehrmachtsscharfschützen, sowie Marie, eine französische Widerstandskämpferin, ergänzt.
Zu Beginn jedes Unterkapitels lassen sich drei Hauptwaffen sowie ein Nahkampfangriff und, mit fortschreitendem Spielerlevel, bis zu fünf verschiedene Perks auswählen: Ein Scharfschützengewehr wie das Gewehr 43, eine Zweitwaffe wie die MP44 oder die Trenchgun sowie eine Pistole wie die M1911. Der erste DLC Blood Count ergänzte die Waffenauswahl um eine Mörserschrotflinte, die explosive Munition verschießt. Die Kapitel sind durch den Aufenthalt in Schutzräumen getrennt, in denen der Spieler die Figur heilen, seine Ausrüstung anpassen, verschiedene Granaten und Minen aufsammeln oder die Waffenattribute mithilfe von zuvor gefundenen Levelkits verbessern kann. Innerhalb der jeweiligen Levels ist es möglich, spezielle Aufsätze für die Hauptwaffen aus Munitionskisten zu bergen, mithilfe derer beispielsweise eine geringe Anzahl von Schüssen aus dem Scharfschützengewehr auch gleichzeitig Elektroschaden austeilt. Besiegte Unterbosse lassen, je nach Klasse, einen Flammenwerfer, ein Maschinengewehr oder eine Kreissäge fallen; Maschinengewehre, der Panzerschreck oder eine doppelläufige Schrotflinte, der Preacher, sind an verschiedensten Orten in der Spielwelt verteilt.
Neben den Standardgegnern gibt es auch eine Vielzahl von speziellen Gegnern, die an verschiedenen Stellen im Spiel auftauchen, so unter anderem: Grenadiers, die sich hinter Metallschilden verstecken und Granaten werfen; Spitter, Wasserleichen, die mit Giftkugeln werfen; Suicider, armlose, mit Bombengürteln versehene Zombies, die auf den Spieler zurennen; Screamer, erblindete, aber starke Zombies mit erhöhten Nahkampfwerten; Necromancer, ehemalige Offiziere, die unendlich viele Kameraden beschwören können; Zombie Tank, eine Symbiose aus Fleisch und Stahl, die mit ihrem Geschütz Jagd auf den Spieler macht.
Die Kampagne sowie der Hordenmodus, ein rundenbasierter Arenakampf, können sowohl allein als auch mit bis zu drei Mitspielern gespielt werden. Mithilfe der pro Unter- oder Hordenlevel erspielten Erfahrungspunkte steigt der Spieler im Level, was neue Verbesserungen freischaltet. Die erspielten Erfahrungspunkte sind abhängig von der jeweils erzielten Punktzahl (durch Töten der Gegner), die sich durch Kombos, das Sammeln von Gegenständen wie Comics oder Dokumenten beziehungsweise das Erfüllen von Herausforderungen erhöhen lässt.

## Rezeption
Die PS4-Version des Spiels erhielt eine Wertung von 72 % von den Redakteuren sowie 6,4/10 Punkten von den Benutzern der Plattform Metacritic.
Kyle Hilliard vom Portal IGN lobte die abwechslungsreiche Kampagne und den Hordenmodus, bemängelte aber die eintönige Story wie auch die einfallslose Waffenverbesserung und den mangelnden Wiederspielwert.
Andreas Müller von heise online nannte das Spiel einen „Splatter-Wahnsinn mit Hakenkreuzen“. Der „anspruchslose Koop-Shooter, bei dem der Spielwitz durch Tonnen von Blut ertränkt wird“, wäre als „ernster Action-Horror-Shooter im C-Movie-Stil inszeniert“ worden. Er kritisierte die (optionalen) Mikrotransaktionen und nannte als Referenz für „interessante Charaktere“ die Wolfenstein-Reihe, welche jedoch einem völlig anderen Spielprinzip folgt.
GameGeneral lobte besonders den Multiplayer-Modus, der den Spielspaß erhöht. Schnell stellt sich laut der Gaming-Seite jedoch Eintönigkeit durch fehlende Abwechslung ein.

## Trivia
Zombie Army 4 erschien in Deutschland ohne jegliche Zensur und enthält neben der drastischen Gewaltdarstellung auch jegliche, von den Entwicklern verwendete NS-Symbolik.